# Gull Åkerblom
Gull Marta Margareta Åkerblom, född 27 maj 1943 i Ulricehamn, är en svensk barnboksförfattare.

## Biografi
Gull Åkerblom föddes i Ulricehamn men flyttade vid fyra års ålder till Nässjö där hon tillbringade uppväxtåren. Hon har beskrivit sin far som "en sagopappa" och även sagt att utan hans berättande hade hon nog inte blivit författare. Hon började studera vid Lunds universitet 1963. Hon arbetade därefter närmare trettio år som bibliotekarie i Åkarp, utanför Malmö,  innan hon började skriva på heltid.
Gull Åkerblom har tre barn, varav ett är regissören Lukas Moodysson.

## Författarskap
1992 debuterade Åkerblom med ungdomsromanen Johannesnatten, som är första delen i fantasytrilogin Sagan om gudagåvorna. 
Hon har skrivit lättlästa barnböcker i en serie om Inez som går i lågstadiet, liksom serien Djurväktarna för yngre barn och en bokserie med hästen Sheeba och flickan Emily som huvudpersoner. Hon skriver också lättlästa vuxenböcker där handlingen kretsar kring huvudpersonen Anna Berg. Första boken i serien heter Annonsen.
Åkerblom finns översatt till norska, danska, tyska och arabiska.

## Priser och utmärkelser
År 2007 tilldelades Åkerblom Maria Gripe-priset, med motiveringen ”Gull Åkerblom uppfyller på många sätt kriterierna för Maria Gripe-priset. Hon ger sina huvudpersoner tydliga och fullständigt självklara röster. De blir absolut övertygande karaktärer.” Juryn valde även att lyfta fram alla Åkerbloms skolbesök med orden att de ”förstärker bilden ytterligare av en författare som står sina läsare nära”.